# 자기공진형상화
자기공진형상화(Shaped magnetic field in resonance, SMFIR)은 자기장을 통해 전자로 차량을 충전할 수 있는 기술이다. 2013년 8월 6일에는 대한민국에서 최초로 충전하면서 달릴 수 있는 OLEV 버스를 개발했다.